# Menkheperreseneb I
Menkheperreseneb I, hay Menkheperraseneb I, là một Đại tư tế của Amun đã phục vụ dưới triều đại của Pharaon Thutmose III thuộc Vương triều thứ 18 trong lịch sử Ai Cập cổ đại.

## Gia đình
Menkheperraseneb I là con trai của Đại tư tế Minnakht và phu nhân Nebetta, người được gọi là "Chị em với nhũ mẫu của Pharaon" trong ngôi mộ TT86 của con trai bà. Không rõ vợ con của Menkheperraseneb I, chỉ biết ông có thể có một người cháu gọi bằng chú/bác là Menkheperreseneb II, người kế vị chức Đại tư tế của ông. Cũng có thể, Menkheperraseneb II nhậm chức trước Menkheperraseneb I vì ngôi mộ TT112 của Menkheperraseneb II được xây trước ngôi mộ TT86 của Menkheperraseneb I.

## Chức vị, danh hiệu
Menkheperraseneb I nắm giữ nhiều chức vụ cấp cao trong triều. Những danh hiệu, chức vị mà Menkheperraseneb đã đảm nhận: "Đại tư tế của Amun, Người quản kho báu của Vua, Người quản kho thóc của Vua, Người cai quản các tư tế Thượng và Hạ Ai Cập".
Trên tường mộ, những bức phù điêu cho thấy, Menkheperraseneb I đang giám sát các phái đoàn đến từ đảo Crete, Hittites và Syria, cũng như các nông dân trong nước. Họ mang theo nhiều món đồ thương mại quý giá để dâng lên pharaon Thutmose III. Một người đàn ông được gọi là "Hoàng tử của Hitti" trên một bức phù điêu được xem là sự xuất hiện sớm nhất cho việc mô tả người Hitti bằng bản vẽ trong mỹ thuật Ai Cập cổ đại.

## Ngôi mộ TT86
Menkheperraseneb I được chôn cất tại ngôi mộ TT86 ở Thebes. Trước đây, giới Ai Cập học vẫn tin rằng Menkheperraseneb là chủ sở hữu của hai ngôi mộ TT86 và TT112, nhưng nhà Ai Cập học Peter Dorman đã chỉ ra rằng, có đến hai Đại tư tế đều mang tên Menkheperraseneb, và Menkheperreseneb II là chủ nhân của ngôi mộ TT112.

## Hình ảnh

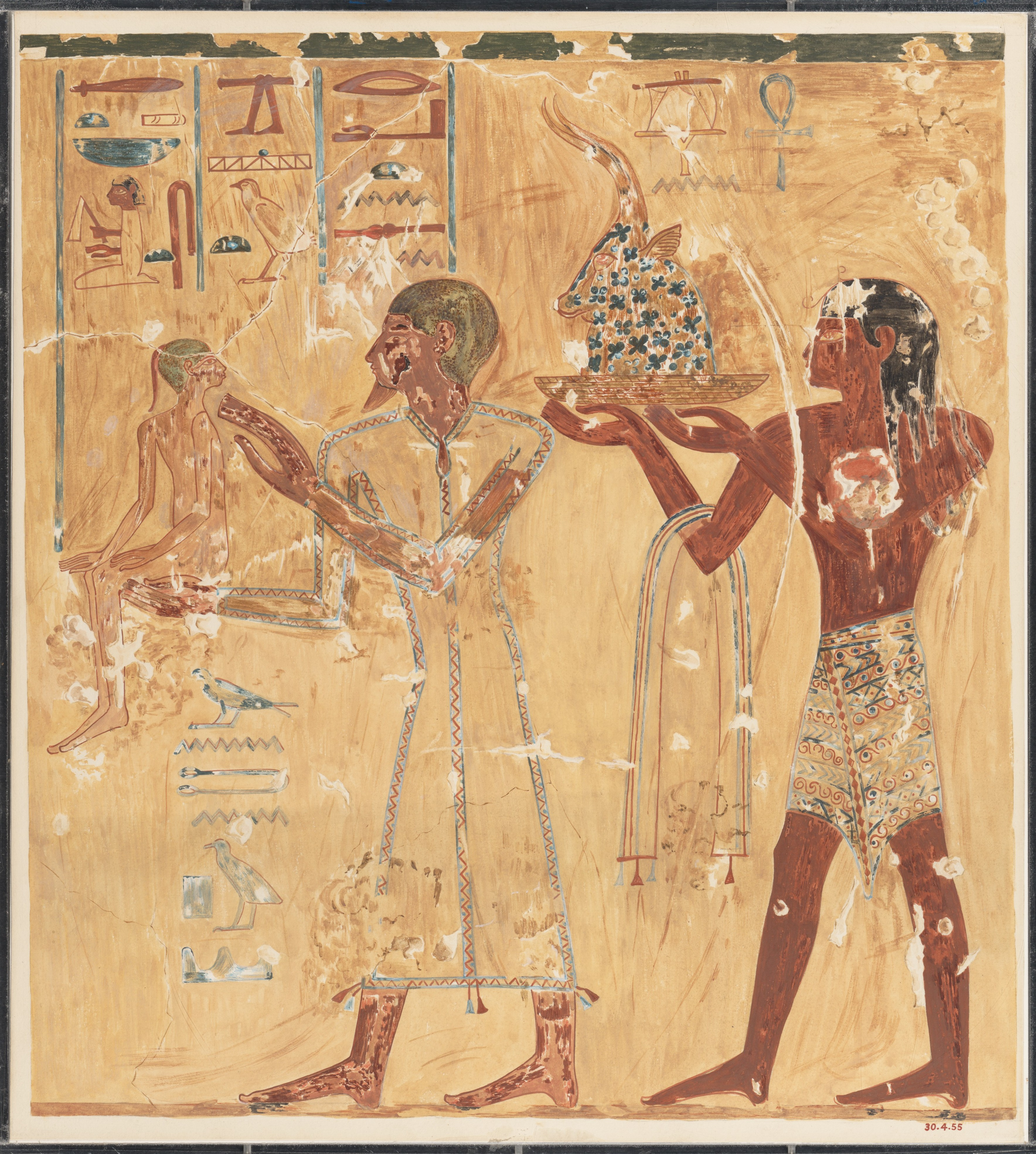
Các vị khách ngoại bang đang dâng quà (Phù điêu trên tường mộ TT86).
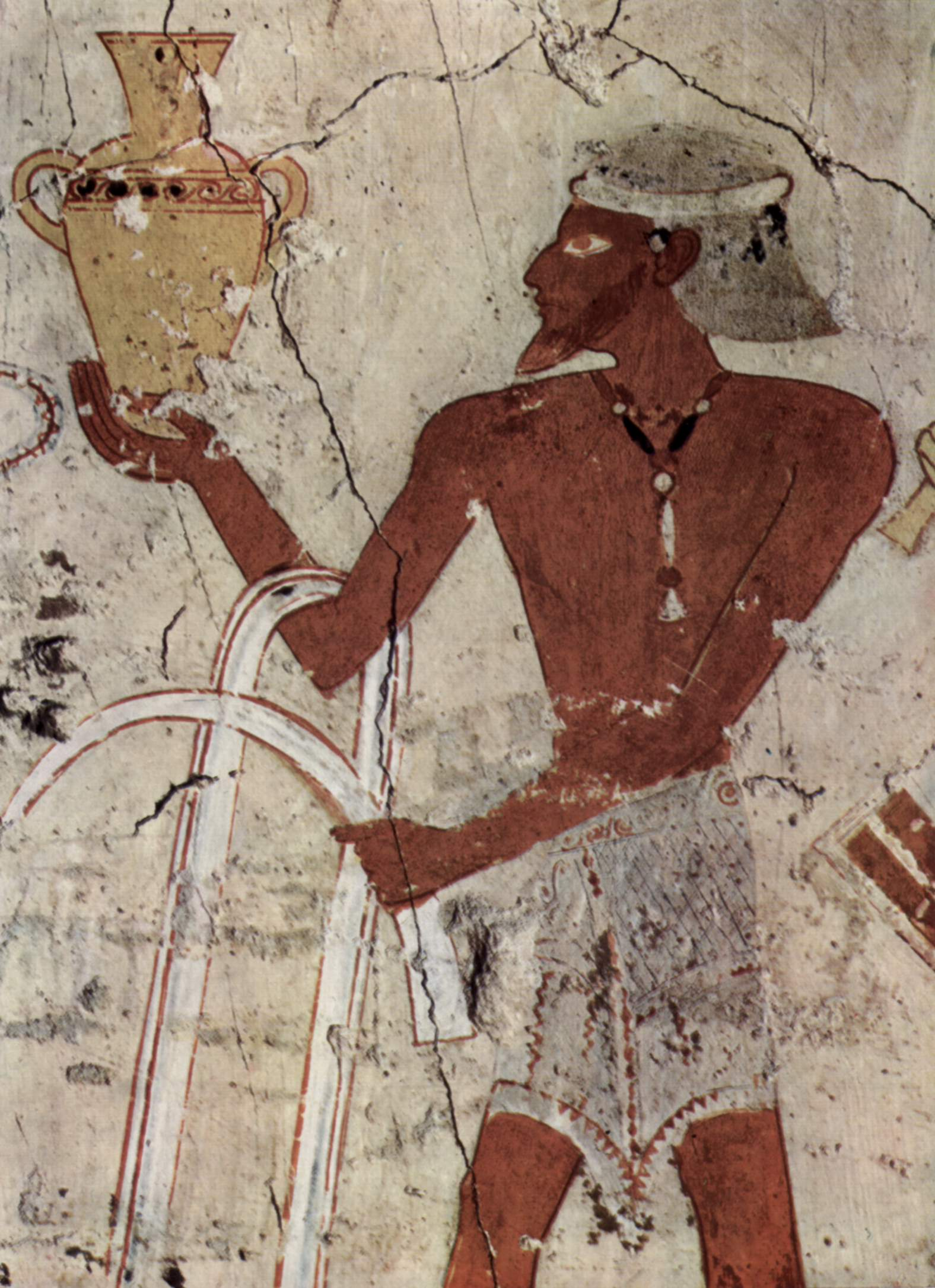
Các vị khách ngoại bang đang dâng quà (Phù điêu trên tường mộ TT86).
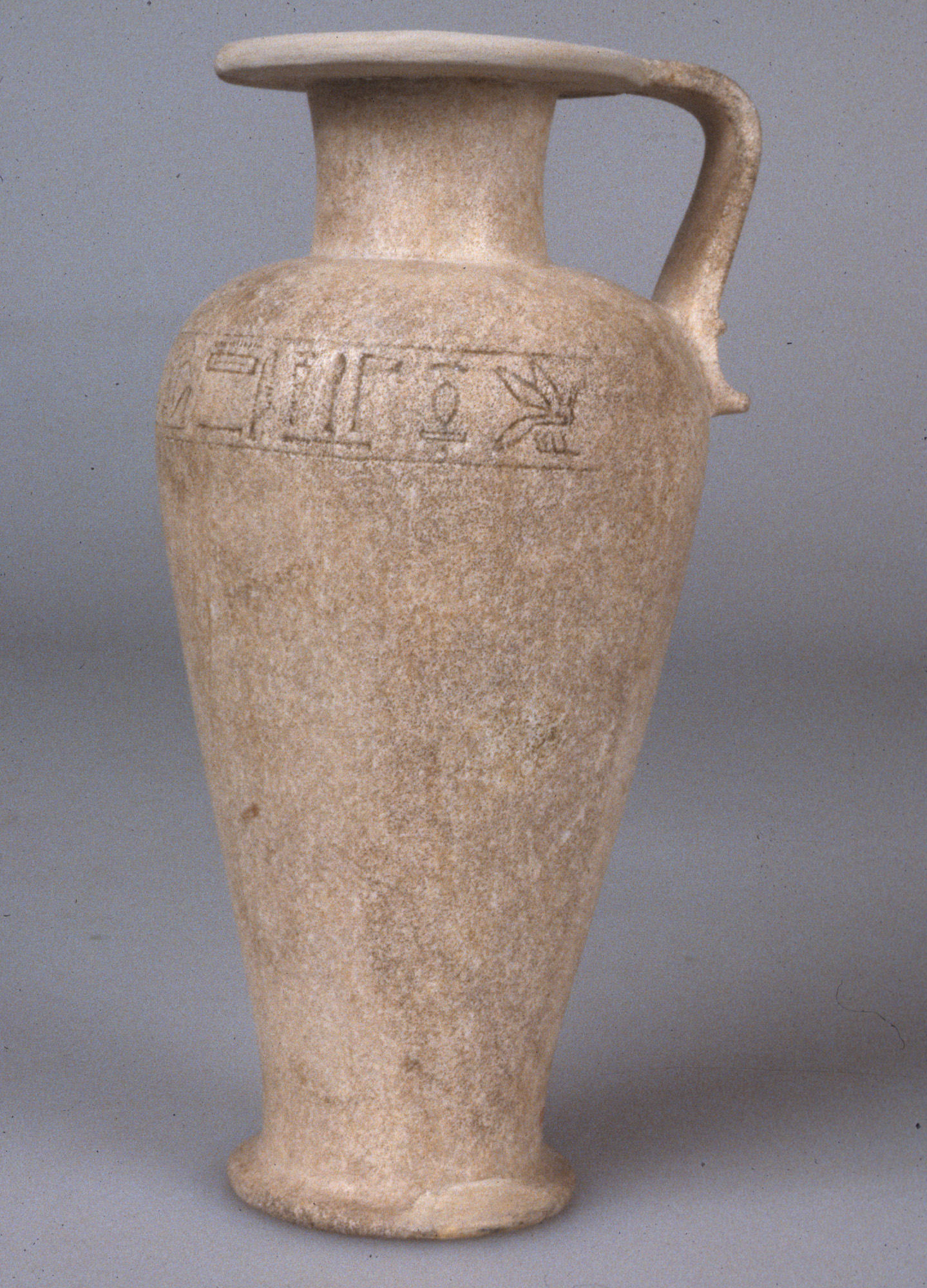
Bình đá vôi của Menkheperreseneb (Viện bảo tàng Mỹ thuật Metropolitan).